# Educación sobre el Holocausto
La educación sobre el Holocausto se refiere a las iniciativas emprendidas en entornos formales y no formales para impartir enseñanza sobre dicho crimen. La enseñanza y el aprendizaje sobre el Holocausto (EAH) aborda la didáctica y la instrucción, bajo la égida general de la educación sobre 
el Holocausto, que engloba asimismo los planes de estudios y los estudios sobre libros de texto. La expresión “enseñanza y aprendizaje sobre el Holocausto” la utiliza la Alianza Internacional para la Memoria del Holocausto.

## Contextos para impartir enseñanza sobre el Holocausto
Existen múltiples oportunidades para impartir enseñanza sobre el Holocausto. A continuación, se examina el papel que puede desempeñar la enseñanza y el aprendizaje sobre el Holocausto en tres contextos específicos: la prevención del genocidio, la promoción de los derechos humanos y el tratamiento de pasados traumáticos.

### La prevención del genocidio
Instruir  acerca  de  las  particularidades  del  Holocausto  constituye  una  oportunidad  para  enseñar sobre la naturaleza y la dinámica de las atrocidades masivas, como el genocidio, los crímenes contra la humanidad y los crímenes de guerra. El Marco de Análisis para Crímenes Atroces de las Naciones Unidas establece que los “crímenes atroces se consideran los delitos más graves contra la humanidad. Su condición de crímenes internacionales se basa en la creencia de que los actos asociados a los mismos afectan a la dignidad esencial de los seres humanos”. Desde una perspectiva humana, pero también desde un punto de vista social, político y  económico,  los  costes  y  consecuencias  de  estos  delitos  son  inconmensurables,  y se extienden más allá de los límites de los territorios en los que se perpetraron. En este sentido, la comunidad internacional ha identificado a la prevención como una necesidad para la paz y la estabilidad internacionales. La prevención requiere esfuerzos continuos y una sensibilización al respecto tanto a corto como a largo plazo, en el ámbito local, nacional y mundial. Tales medidas pueden incluir iniciativas institucionales que consolidan el Estado de derecho y protegen los derechos humanos, garantizan una mejor gestión de sociedades diversas y refuerzan la sociedad civil y los medios de comunicación independientes. La  educación  puede  desempeñar  un  papel  esencial  en  este  contexto,  porque  permite  plantear  cuestiones  sobre  las  señales  de  alerta,  los  efectos  en  la  sociedad,  y  la  gama  de  conductas  humanas  necesarias  para  que  ocurran  tales  eventos.  Asimismo,  la  educación  puede contribuir a inculcar el conocimiento y la valoración de la diversidad y los derechos humanos. La educación sobre el Holocausto, así como la que se imparte de manera más general sobre el genocidio y las atrocidades masivas, brinda la oportunidad de facilitar la adquisición de destrezas  para  el  pensamiento  crítico,  de  potenciar  las  respuestas  resilientes  y  efectivas frente  a  las  ideologías  extremas  y  excluyentes,  y  de  instruir  a  los  alumnos  respecto  al  modo en que se ven a sí mismos en el contexto del pasado, el presente y el futuro de su país.

### La promoción de los derechos humanos
El  Holocausto  comenzó  con  abusos  de  poder  y  graves  violaciones  de  los  derechos  humanos por parte de la Alemania nazi que, con el tiempo, desembocaron en situaciones de guerra y genocidio. Aunque no todas las violaciones referidas dan lugar a genocidios, el  Holocausto  sí  representa  un  caso  importante  que  ha  de  considerarse  en  el  contexto  de los derechos humanos. Las políticas y prácticas discriminatorias que deshumanizaron y marginaron a los judíos y otros grupos minoritarios o políticos (como la de privar a las personas  de  su  nacionalidad)  ilustran  el  modo  en  que  las  violaciones  de  los  derechos  humanos,  cuando  se  combinan  con  factores  como  el  abuso  de  poder  y  las  ideologías  excluyentes, pueden normalizarse en una sociedad, incluso en aquellas conformadas por el  Estado  de  derecho.  Que  tales  políticas  acabarán  convirtiéndose  con  el  tiempo  en  un  sistema de asesinato patrocinado por el Estado subraya el entorno peligroso que puede plantearse cuando se reniega de los derechos humanos. Tras la Segunda Guerra Mundial y  el  Holocausto,  se  formularon  diversas  normas  internacionales  para  el  fomento  de  los  derechos  humanos,  incluyendo  la  Declaración  Universal  de  los  Derechos  Humanos  y  la  Convención para la Prevención y la Sanción del Delito de Genocidio. El examen de estas medidas constituye una fase crucial en la comprensión de la evolución de los conceptos relativos a los derechos humanos.
En  cualquier  caso,  la  educación  sobre  el  Holocausto  y  la  educación  sobre  los  derechos  humanos constituyen dos campos diferenciados, ricos y plenos cada uno de ellos per se. El modo en que los educadores pueden crear el marco para que los alumnos examinen la historia de una manera que respete los principios de cada uno de estos campos requiere cierta  reflexión. Varias  organizaciones  han  considerado  estos  puntos  de  intersección,  incluyendo  la  Agencia  de  los  Derechos  Fundamentales  de  la  Unión  Europea  (FRA),  en  asociación con Yad Vashem, y la Fundación alemana “Memoria, Responsabilidad y Futuro” (EVZ).  Integrar  con  prudencia  el  examen  del  Holocausto  en  un  marco  de  análisis  de  los  derechos  humanos  puede  constituir  una  dimensión  importante  de  la  educación  que  promueva  el  pensamiento  crítico  acerca  de  las  funciones  y  las  responsabilidades  de  los  miembros de la sociedad y sus líderes en el contexto de tales derechos.

### Hacer frente al pasado
Educar sobre el Holocausto constituye un deber principalmente para los países europeos, en  los  que  segmentos  considerables  de  sus  sociedades  colaboraron  con  la  Alemania  nazi,  o  se  mantuvieron  al  margen.  Tras  un  período  inicial  de  silencio  y/o  minimización,  numerosos  países  han  desarrollado  una  comprensión  de  la  necesidad  de  educar  sobre  el  Holocausto, y  la  obligación  de  investigar  y  afrontar  su  pasado  nacional.  En  cualquier  caso, las responsabilidades nacionales, profesionales o individuales siguen siendo objeto de  un  intenso  debate  en  el  seno  de  los  países  donde  tuvo  lugar  el  Holocausto,  y  entre  estas naciones. Incluso más de 70 años después de los sucesos, una visión autocrítica de la  historia  en  la  que  se  tenga  en  cuenta  el  conjunto  de  responsabilidades  existentes  en  el  asesinato  de  los  judíos  y  otros  grupos  como  los  romaníes  no  se  ha  adoptado  aún  en  muchos lugares. Las ideologías nacionalistas continúan influyendo en el modo en que se recuerda y se enseña la historia.
Numerosas  comunidades  en  períodos  posteriores  a  la  atrocidad  en  todo  el  mundo  se  enfrentan a sociedades divididas. La cohesión social permanece fracturada, y al progreso lo bloquea el rechazo de los países de tratar su historia nacional de genocidio y atrocidades masivas,  y  el  trauma a  largo  plazo  que  causan  tales  crímenes.  Tal  reto  se  agrava  cuando  los  partidos  en  conflicto  o  los  supervivientes  y  sus  torturadores  han  de  coexistir  en  la  misma sociedad en el período posterior a la comisión de los crímenes atroces. Mientras que algunas sociedades optan por adoptar un enfoque de silencio, otras han observado que, en su condición de sociedad, las transiciones hacia vías no violentas y humanitarias de abordar el conflicto y afrontar el pasado pueden constituir un elemento importante de la narrativa nacional.
Enseñar sobre una historia polémica que involucra la comisión de atrocidades que siguen afectando  al  presente  representa  una  tarea  especialmente  compleja,  especialmente  cuando la educación sobre la historia es uno de los segmentos de los sistemas educativos más  difíciles  de  reformar.  Por  otra  parte,  abordar  la  historia  de  abusos  pasados  a  través  de  la  educación  requiere  a  menudo  un  consenso  mínimo  en  la  sociedad  y,  por  tanto,  apoyo institucional, antes de que nuevas narrativas históricas de los delitos perpetrados puedan integrarse en los planes de estudios y los libros de texto, o ser abordados por los profesores en entornos educativos formales.

## Educar sobre el antisemitismo
La  “educación  sobre  el  genocidio”  aborda  el  fenómeno  que  representa  este  crimen,  mientras  que  la  educación  sobre  el  Holocausto  se  centra,  principalmente,  en  las  causas  y  la  dinámica  del  genocidio  del  pueblo  judío  y  las  respuestas  al  mismo.  Sin  embargo,  ambos campos se encuentran cada vez más interconectados. De  cualquier  modo,  hasta  la  fecha,  el Holocausto ha sido el caso de genocidio más investigado, documentado y ampliamente enseñado.

## Contribución  a  la  educación para la ciudadanía mundial
La educación para la ciudadanía mundial (ECM) tiene por objeto el desarrollo de los alumnos para su alfabetización crítica, para que estén informados y socialmente conectados, y para que respeten la diversidad y actúen de manera éticamente responsable y comprometida. Existen notables oportunidades para adecuar la educación sobre el Holocausto a los fines de la ECM. De hecho, comprender cómo y por qué sucedió el Holocausto puede ayudar a  los  alumnos  a  reflexionar  sobre  su  papel  como  ciudadanos  del  mundo,  a  desarrollar sus  destrezas  en  cuanto  a  la  interpretación  histórica  respecto  a  los  motivos  por  los  que  las  personas  y  los  Estados actuaron  como  lo  hicieron  en  sus  circunstancias  dadas  y,  posiblemente,  emprender  acciones  respecto  a  cuestiones  cívicas  importantes  para  su  escuela y sociedad. Por tanto, la enseñanza del Holocausto puede brindar oportunidades para el desarrollo de destrezas contemporáneas, la toma de decisiones, y la autorreflexión crítica sobre el papel que uno desempeña en la sociedad. El  estudio  del  Holocausto  es  compatible  en  gran  medida  con  la  ECM  por  al  menos  tres  razones clave:
- El Holocausto aborda temas que constituyen preocupaciones centrales de la ECM, incluidos los derechos humanos y la discriminación.
- El Holocausto constituye el contexto histórico que fundamentó el desarrollo de los principios consagrados en la Declaración Universal de los Derechos Humanos, que pueden comprenderse concretamente mediante su vinculación con las violaciones específicas cometidas antes y durante la Segunda Guerra Mundial.
- Una  revisión  de  los  estudios  sobre  la  enseñanza  y  el  aprendizaje  del  Holocausto  pone de relieve que ciertos enfoques pueden producir resultados que se procuran en el marco de la ECM.[1]

La enseñanza sobre cuestiones relativas al Holocausto y la prevención del genocidio forman parte de los esfuerzos que lleva a cabo la Organización UNESCO para promover la Educación para la Ciudadanía Mundial (ECM), que es una de las prioridades de la Agenda 2030 de Educación.